# Maurice Lemaître
Maurice Lemaître (* 23. April 1926 in Paris; † 2. Juli 2018) war ein französischer Autor, Filmregisseur und Vertreter des Lettrismus.

## Leben und Werk
Maurice Lemaître betätigte sich als Dichter, Maler, Fotograf, als einer der Pioniere des internationalen Experimental-Films und Philosoph. Er ist Schöpfer des Syncinéma und Mitbegründer der École lettriste de l’écran/Lettristischen Schule der Leinwand. Maurice Lemaître arbeitete seit 1949 wiederholt zusammen mit Isidore Isou.
Seine Werke sind international gezeigt worden, unter anderem im Musée National d’Art Moderne im Centre Georges Pompidou und auf der documenta 8.
Der bekannteste Film von Maurice Lemaître ist Le film est déjà commencé? aus dem Jahre 1951, welcher als einer der wichtigsten Werke des lettristischen Kinos gilt und einen direkten wie indirekten Einfluss auf die Nouvelle Vague wie auf die Avantgarde von heute hat.